# Dropbox
Dropbox é um serviço para armazenamento e partilha de arquivos. É baseado no conceito de "computação em nuvem" ("cloud computing"). Ele pertence ao Dropbox Inc., sediada em San Francisco, Califórnia, Estados Unidos.
A empresa desenvolvedora do programa disponibiliza centrais de computadores que armazenam os arquivos de seus clientes. Uma vez que os arquivos sejam devidamente copiados para os servidores da empresa, passarão a ficar acessíveis a partir de qualquer lugar que tenha acesso à Internet. O princípio é o de manter arquivos sincronizados entre dois ou mais computadores que tenham o aplicativo do Dropbox instalado.
O Dropbox é utilizado por mais de 400 milhões de pessoas no mundo, sendo que mais de 100 mil são clientes empresariais. O Dropbox oferece 2 GB de espaço gratuito na rede para sincronizar e compartilhar arquivos com outros usuários. Em 2014, a Dropbox Inc foi avaliada em US$ 10 bilhões.

## História
A ideia do Dropbox surgiu quando por acaso um dos seus futuros criadores (Drew Houston) esqueceu seu pendrive quando viajava em um ônibus e precisava dele para uma consultoria que daria em uma empresa. Frustrado com a perda, Drew começou a escrever um código sem nenhuma pretensão, e que futuramente viria se chamar Dropbox. Drew também cita em entrevistas que já estava saturado de ter que ficar abrindo seu e-mail a todo instante para anexar arquivos e poder acessá-los remotamente mais tarde. Seu trabalho inicial era apenas para resolver seu problema pessoal, só depois, Houston viu que sua ideia tinha um bom potencial de mercado. Formado no MIT em ciência da computação, Drew deu inicio a seus trabalhos no projeto, e convidou seu colega Arash Ferdowsi a participar do mesmo. Arash na época ainda não tinha se formado no MIT e interrompeu seu curso para ajudar no projeto. Eles conseguiram um contrato com a empresa de aceleração de crescimento Y Combinator em 2007, se mudaram para o Vale do Silício, para sediar a empresa, e colocaram o produto no ar em 2008.
O Dropbox já recebeu cerca de US$ 257 milhões em investimentos de empresas de capital de risco. Um dos investidores ilustres da empresa é o vocalista da banda irlandesa U2, Bono Vox. 

## Funcionalidades
O Dropbox é um serviço freemium (o cliente tem a opção de usá-lo gratuitamente, mas pode pagar para obter algumas funções extras) de armazenamento remoto de 2 GB de arquivos e pode ter até 1 TB se optar por um plano pago. Os arquivos podem ser carregados nos servidores do Dropbox a partir de qualquer dispositivo que possua o seu software e conexão com a internet, a partir daí, esses arquivos podem ser acessados de qualquer dispositivo com internet. Além da sincronização dos arquivos, o Dropbox mantém as versões anteriores, permitindo que o cliente retorne a uma versão mais antiga dos seus dados.

## Privacidade dos arquivos
Todos os dados de utilizadores são criptografados. 
Devido a um update em 2011 os engenheiros da empresa fizeram uma mudança onde, por um momento, não foi necessário senha para acessar as contas, mas o problema foi resolvido de imediato, e apenas cerca de 1% das contas foram afetadas. A empresa logo depois do ocorrido pediu desculpas oficiais aos clientes.